# Iglesia de los Carmelitas (Chillán)
La Iglesia y Convento de la Virgen del Carmen de Chillán, más conocida como la Iglesia de los Carmelitas, es un recinto religioso de la ciudad chilena de Chillán, Ñuble. Declarado Monumento Nacional en octubre de 2011.

## Historia
La Orden de Nuestra Señora del Monte Carmelo, inició sus labores en la ciudad de Chillán en 1904, instalándose en primera instancia, en la esquina de avenida Brasil con calle Arturo Prat, para posteriormente, instalarse en calle Constitución esquina Rosas.
La iglesia fue diseñada por el Hermano Rufo de San José, perteneciente a la misma congregación y que no tenía conocimientos de arquitectura. Su primera piedra de la iglesia fue colocada en diciembre del año 1910, su construcción fue finalizada en 1913. Para el Terremoto de Chillán de 1939, sus torres no resistieron, sin embargo, fueron restauradas. El convento de los carmelitas funcionó hasta 1972.
A un año de ser declarada Monumento Nacional, su estado fue empeorando debido a la destrucción sufrida tras el Terremoto de 2010. En 2017 se inician las obras de restauración, en las cuales se descubrió que los vitrales no eran provenientes de España como se pensaba, sino que eran obra de un artista chileno llamado Ernesto Buttner, oriundo de Quilpué, a ello se agregó el descubrimiento de problemas de humedad que ocasionaban oxidación de sus revestimientos y estructuras. Entre sus aspectos más importantes se pueden considerar arcos ojivales, tallados dentro de la iglesia en su altar y confesionario, como también la gran complejidad arquitectónica presente. El proceso de restauración, se vio interrumpido por la Pandemia de COVID-19 en Chile y la falta de financiamiento para reinicio de obras.

## Galería

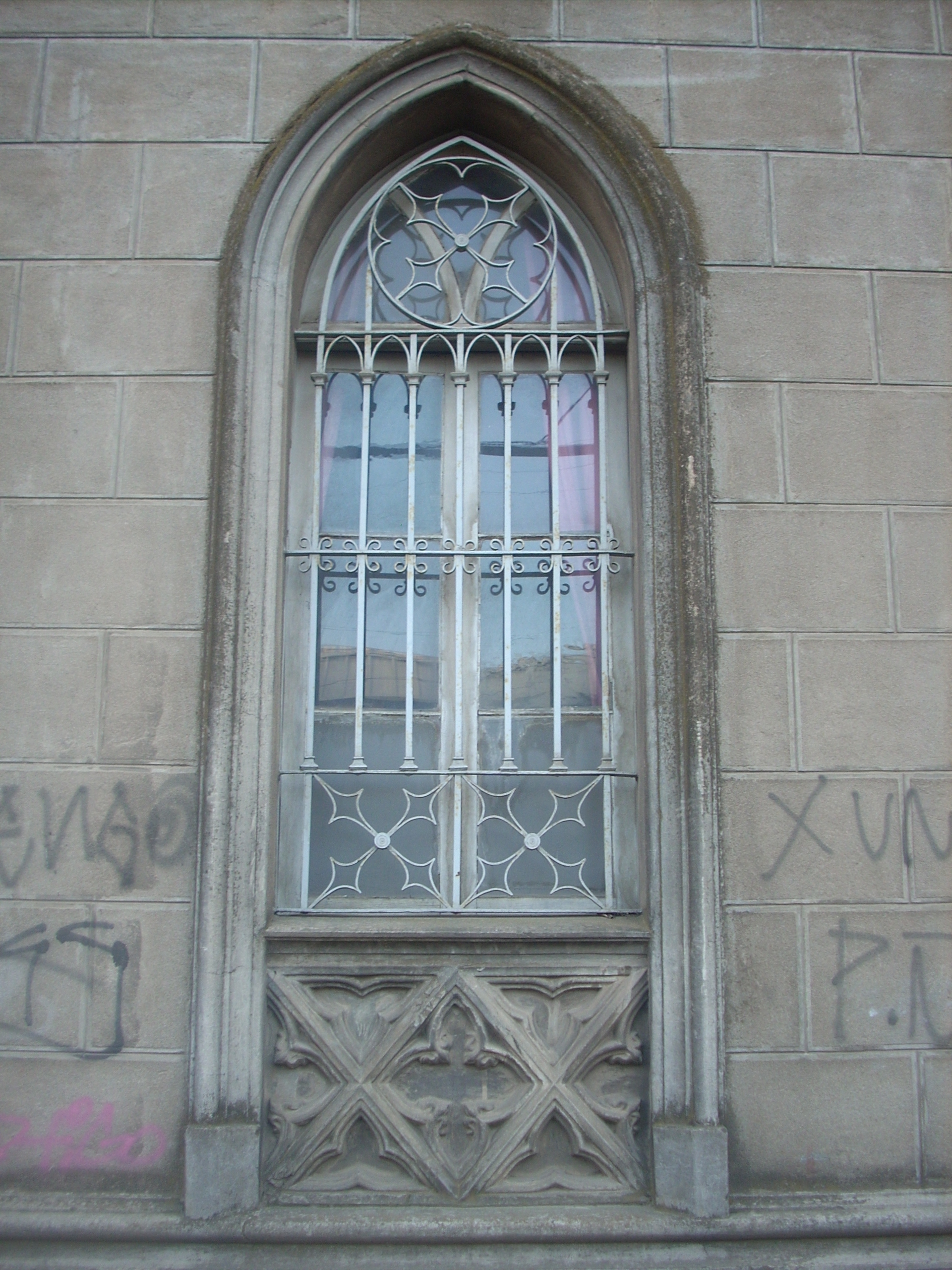
Ventana
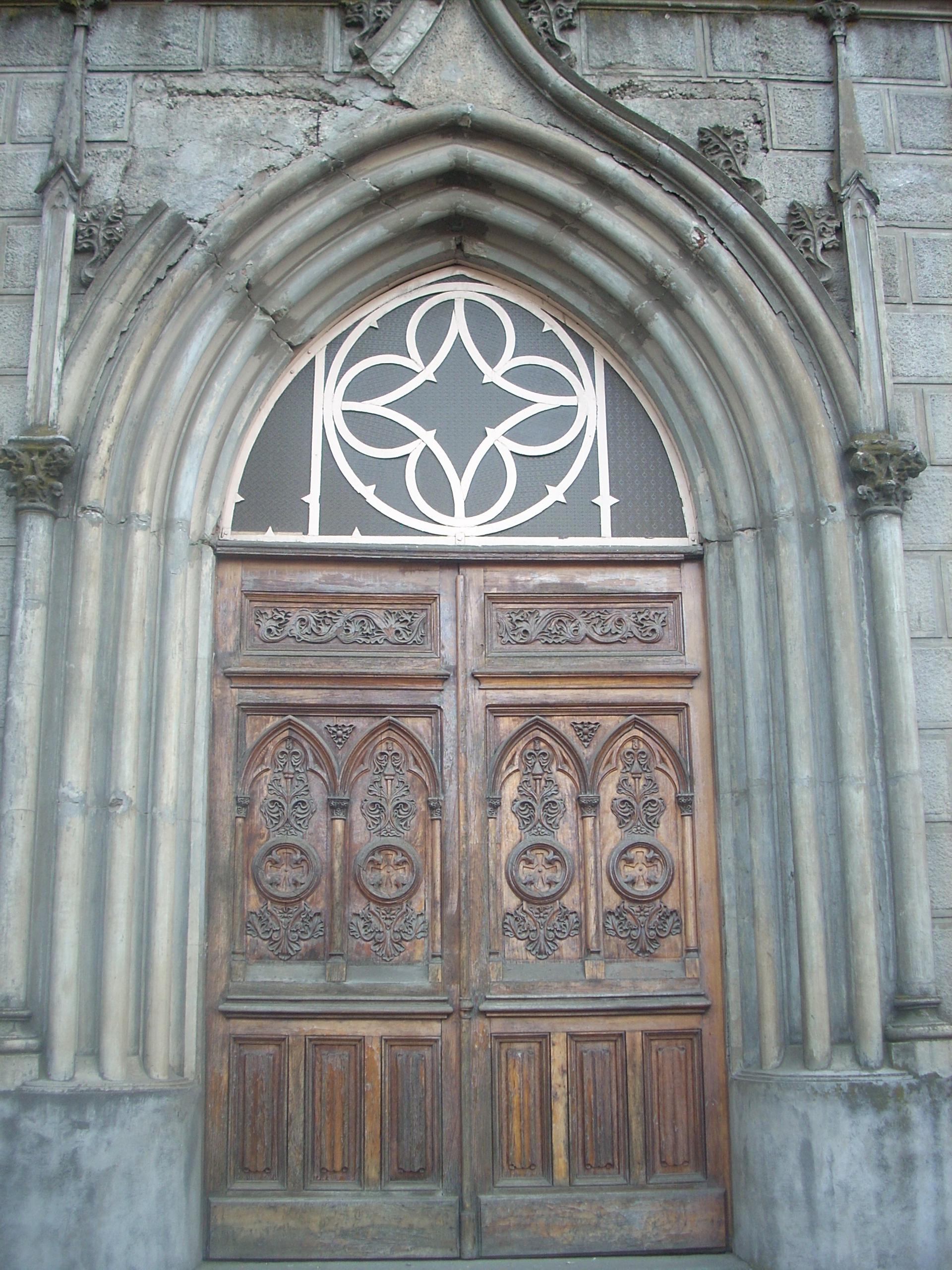
Acceso principal
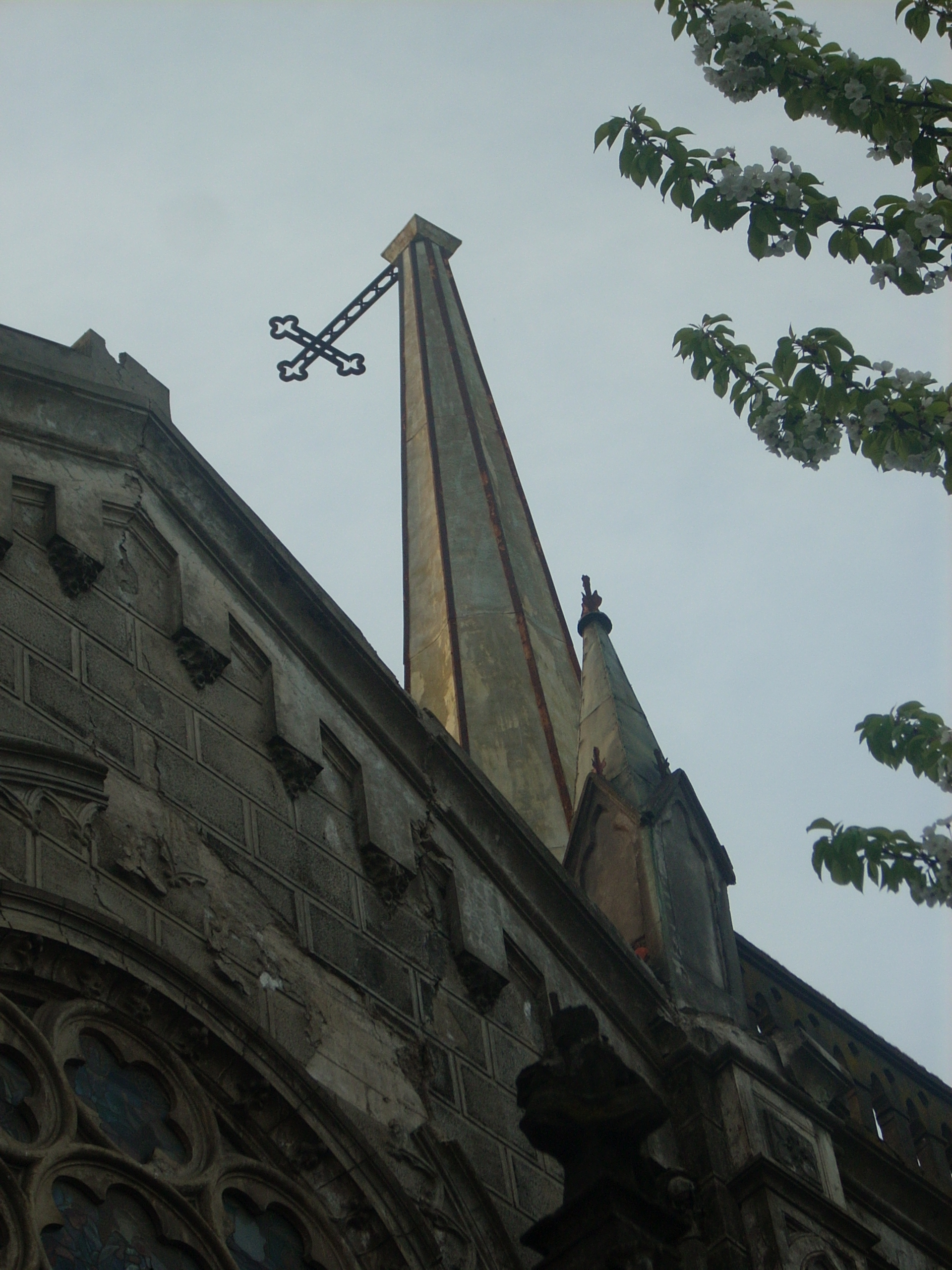
Cruz caída por el Terremoto de Chile de 2010
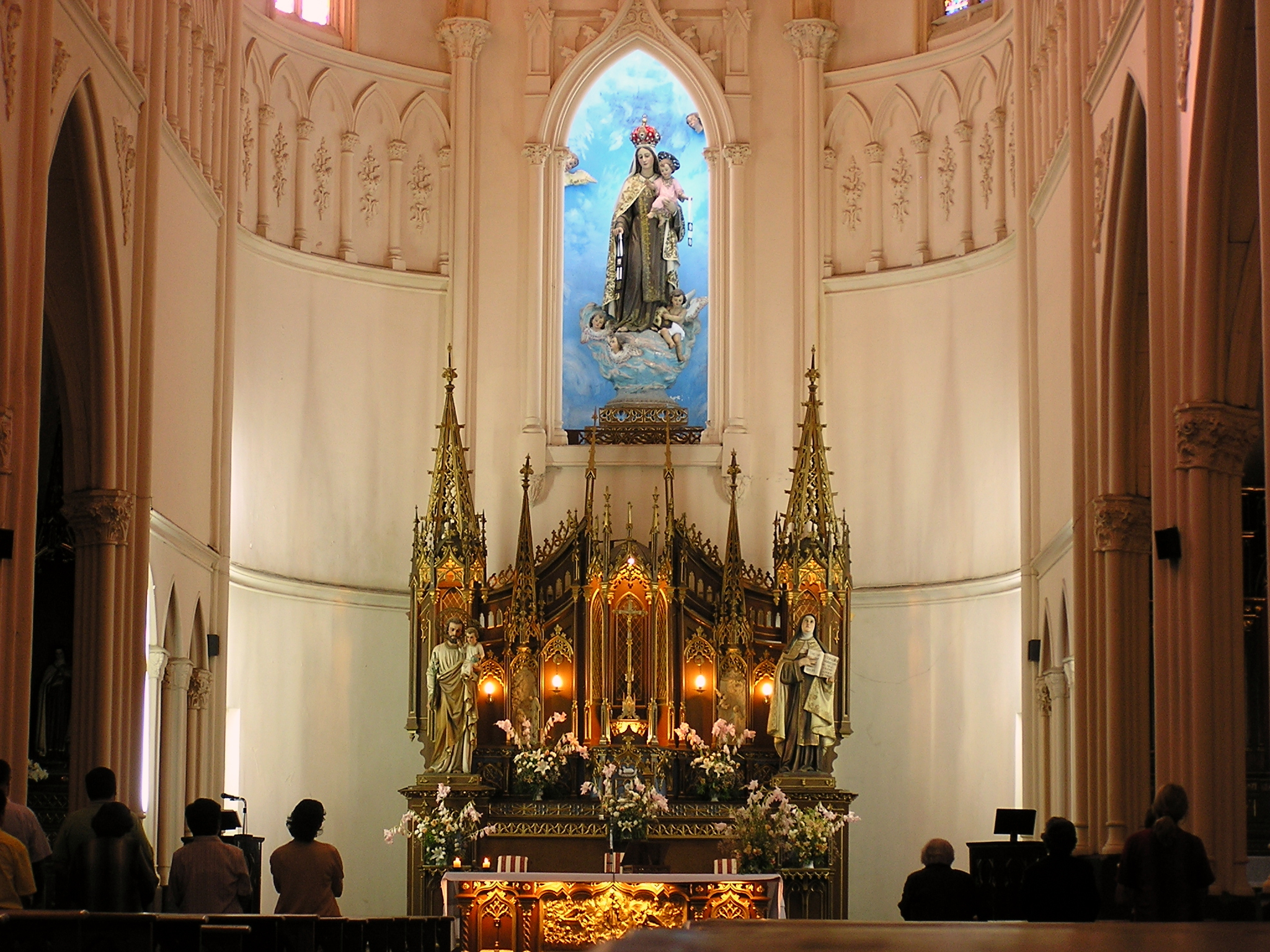
Altar
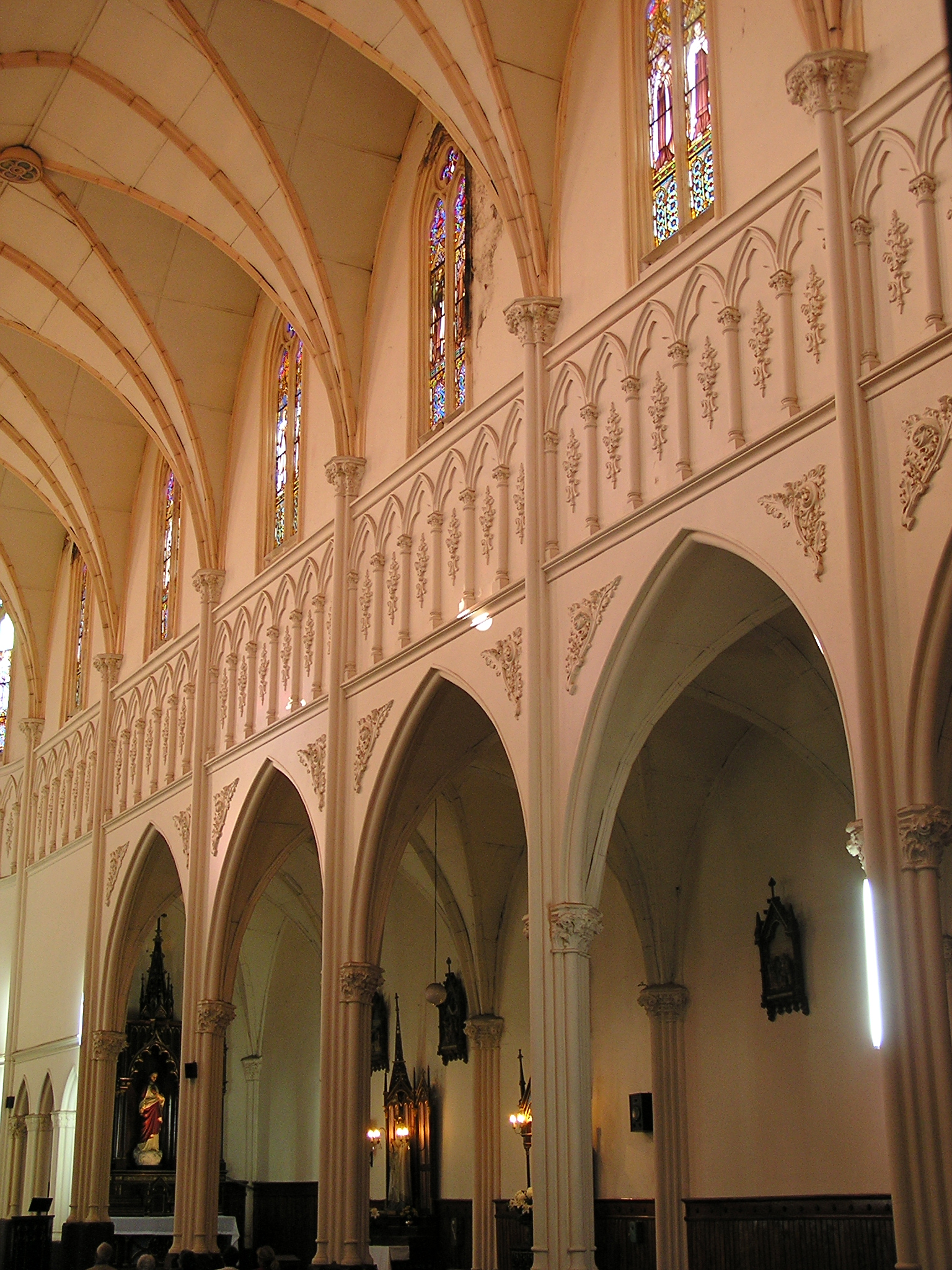
Arcos interiores